# 我行我素 (專輯)
our style（官方中譯：我行我素）為2002年3月6日發行的EXILE的第一張專輯。Oricon最高排行第5、初動銷量11.0萬張、累計29.1萬張

## 概要
- 收錄了許多J Soul Brothers時代發行的歌曲的翻唱版本。
- 包含ATSUSHI和SHUN各自的獨唱歌曲。
- 有些人說「希望繼續他們不要太追求流行和噱頭的風格」。

## 收錄歌曲
1. J Soul Brothers (Inst.)（3:28）
EXILE所有的純音樂中只有此首有PV。
2. Fly Away（4:24）
（作詞・作曲：SASA）
第3張單曲。翻唱自JSB的單曲。
3. Heat Beats（3:40）
（作詞：Kenn Kato　作曲：Face 2 fAKE）
4. fallin'（5:41）
（作詞：Kenn Kato　作曲：原一博）
抒情歌曲。唱出單相思心情的歌曲。在EXILE的抒情歌曲中相當受歡迎。
5. eyes in maze（3:51）
（作詞：ATSUSHI　作曲：横山輝一）
節奏非常緩慢但是內容黑暗，是不太常見到的風格的歌曲。
6. D・T・B（4:18）
（作詞・作曲：SASA）
翻唱自JSB的單曲「D.T.B.」。
7. それが僕だから（這就是我）（4:33）
（作詞：SHUN　作曲：Face 2 fAKE）
SHUN的獨唱歌曲。
8. style（4:41）
（作詞：Kenn Kato　作曲：Face 2 fAKE）
第2張單曲。
9. MAX TRIBE (Inst.)（1:59）
10. nobody else（4:29）
（作詞：Kenn Kato　作曲：D・A・I）
11. Feel the Conflict（4:15）
（作詞：Kenn Kato　作曲：横山輝一）
12. こんなにもながい君の不在（這麼長時間妳都不在）（4:12）
（作詞：Kenn Kato　作曲：原一博）
ATSUSHI的獨唱歌曲。
13. VIOLATION（4:53）
（作詞：Kenn Kato　作曲：原田憲）
14. Your eyes only〜曖昧なぼくの輪郭〜（Your eyes only〜我曖昧的輪廓〜）（3:48）
（作詞：Kenn Kato　作曲：Face 2 fAKE）
出道單曲。
15. Follow Me（4:04）
（作詞・作曲：SASA）
翻唱自JSB的單曲「J Soul Brothers」中的收錄歌曲。
16. SILVER COCKPIT (Inst.)（3:24）
17. Be With You（4:50）
（作詞・作曲：T.Kura）
初回限定收錄。翻唱自JSB的單曲「J Soul Brothers」中的收錄歌曲。